# Alexis Ren
Alexis Ren, pseudonimo di Alexis René Glabach (Santa Monica, 23 novembre 1996), è una supermodella e influencer statunitense.

## Biografia
Alexis Glabach è nata il 23 novembre 1996 a Santa Monica, California, dove è stata cresciuta ed educata. Ha due sorelle e un fratello minore. A 13 anni, Ren fu scoperta come modella per l'etichetta Brandy Melville. È diventata un fenomeno sui social media a 15 anni, quando le sue foto in bikini con una stringa nera in posa in piscina sono diventate virali su Tumblr. Da allora è apparsa in una serie di pubblicità per il gioco per cellulare Final Fantasy XV: A New Empire.
Ha lanciato una linea activewear chiamata Ren Active. Ren è stata nominata "Rookie of the year" nella rivista Sports Illustrated Swimsuit del 2018. Il 12 settembre 2018, Ren ha annunciato che avrebbero gareggiato nella stagione 27 di Dancing with the Stars. Il suo partner professionale era Alan Bersten. Ren e Bersten hanno raggiunto la finale e sono arrivati al quarto posto il 19 novembre 2018. È stata inoltre in copertina nella rivista Maxim numero di agosto 2017 e marzo 2018, e nella rivista Sports Illustrated Swimsuit Issue nel 2018. È stato inclusa nell'elenco delle donne più sexy del mondo nella rivista Maxim nel 2019.

## Filmografia
- The Enforcer, regia di Richard Hughes (2022)

## Video musicali
Nell'ottobre 2019, ha recitato come "Scarlet Jones" nel video musicale di South of the Border di Ed Sheeran.

## Vita privata
Sua madre, una nutrizionista esperta di salute, è morta nel 2014 a causa di un cancro al seno. Dopo la morte di sua madre, Ren ha sviluppato un disturbo alimentare, dicendo che era "in uno stato mentale tossico".
Intraprende una relazione con il modello e surfista hawaiano Jay Alvarrez nel 2014, diventando una delle coppie più amate su Instagram; i due si separano a fine 2016, ufficializzando la rottura qualche mese più tardi con la dichiarazione da parte della Ren che Alvarrez la usava per ottenere fama mediatica. Dal 2019 al 2020 è stata legata sentimentalmente all'attore Noah Centineo.